# Shiver (romanzo)
Shiver è un romanzo di Maggie Stiefvater, pubblicato nel 2010.

## Trama
La storia parla di due ragazzi, Grace e Sam. Grace ha sempre adorato i lupi che vivevano nel bosco dietro casa sua, nonostante l’avessero attaccata quando era piccola. In particolare, si sente molto legata a un lupo dagli occhi gialli. Questo lupo è Sam, che d'estate torna ad avere sembianze umane. Ma tutto cambia quando un ragazzo, Jack, viene ucciso dai lupi. La caccia è aperta e Grace vorrebbe fermarla ad ogni costo ma non può. Una sera, mentre è sola a casa, trova un ragazzo nudo e ferito da un proiettile. Guardando i suoi occhi gialli capisce che è il suo lupo e lo porta in ospedale, dove i medici riusciranno a salvarlo. Uscito dall'ospedale, Sam, si rifugia a casa di Grace dove cerca di ritardare la sua trasformazione in lupo a tutti i costi, che viene scatenata dal freddo. Questa potrebbe essere la sua ultima trasformazione, perché dopo molto tempo, i lupi smettono di tornare umani. Tra lui e Grace nasce un forte legame, perché nonostante non si siano mai parlati, si sono presi cura l'uno dell'altro da sempre. Ma il piano per mantenere Sam umano fallisce e a causa di un incidente Grace crede di averlo perso per sempre.